# Grindsted
Grindsted anhörenⓘ ist eine dänische Stadt in der Region Süddänemark. Grindsted hat 9721 Einwohner (Stand: 1. Januar 2025). Durch Grindsted fließt die Grindsted Å. Städte in der Umgebung sind Sønder Omme und Billund.
Grindsted gehört seit der Kommunalreform am 1. Januar 2007 zur Billund Kommune. Davor war sie Zentrum der gleichnamigen Grindsted Kommune im damaligen Ribe Amt.

## Verkehr
Grindsted hatte bis zum 31. Mai 2012 einen Bahnhof an der Jydske Diagonalbane, die am 1. Dezember 1916 in Betrieb genommen wurde. 1971 wurde der Personenverkehr eingestellt, es blieb jedoch der Güterverkehr und Züge von Museumsbahnen. Dieser endete im Mai 2012.

## Persönlichkeiten
- Laura Cecilie Jensen (* 1999), Handballspielerin